# اقتصاد ناميبيا
اقتصاد ناميبيا لديه قطاع سوق حديث، والذي ينتج معظم ثروة البلاد، وقطاع الكفاف التقليدي. على الرغم من أن الغالبية العظمى من السكان تشارك في زراعة الكفاف والرعي، وناميبيا لديها أكثر من 200،000 من العمال المهرة، فضلاً عن ذلك، مدربين تدريباً جيداً من الدرجة المهنية والإدارية الصغيرة.
حازت ناميبيا المركز 96 في مؤشر الابتكار العالمي عام 2023. لكنها تراجعت للمركز 102 وفق مؤشر عام 2024.

## القطاعات
تعتمد ناميبيا كثيرًا على استخراج ومعالجة المعادن. وتمثل ضرائب التعدين 25٪ من إيراداتها. المعدن الرئيسي هو الألماس، حيث يشكل 7.2٪ من 9.5٪ من النسبة التي يساهم بها التعدين في الناتج المحلي الإجمالي. ناميبيا هي مصدر كبير لليورانيوم وشهد قطاع التعدين على مر السنين انخفاضًا في أسعار السلع الأساسية مثل اليورانيوم، مما أدى إلى التخلي عن العديد من مشاريع التنقيب.

### التعدين
التعدين هو أكبر مساهم في اقتصاد ناميبيا حيث يمثل 25 ٪ من دخل البلاد. وهو أكبر القطاعات الاقتصادية في البلاد. تتنج ناميبيا الماس، اليورانيوم، النحاس، المغنيسيوم، الزنك، الفضة، الذهب، الرصاص، الأحجار شبه الكريمة. تأتي غالبية الإيرادات (7.2٪ من الناتج المحلي الإجمالي في عام 2011) من تعدين الماس. ففي عام 2014، كانت ناميبيا رابع أكبر مصدر للمعادن غير الوقودية في أفريقيا.

### الزراعة
تساهم الزراعة في ناميبيا بحوالي 6٪ من الناتج المحلي الإجمالي ويعتمد حوالي نصف السكان على زراعة الكفاف في معيشتهم، على الرغم من أن الأراضي الصالحة للزراعة تمثل 1 ٪ فقط من ناميبيا، إلا أن ما يقرب من نصف السكان يعملون في الزراعة.
يمتلك حوالي 4000 مزارع، معظمهم من البيض، ما يقرب من نصف الأراضي الصالحة للزراعة في ناميبيا. تتعرض الزراعة لقيود متزايدة، بسبب عدة عوامل مثل الجفاف المتكرر وزحف الأدغال، وهذا يجعل الزراعة التقليدية غير مستدامة.

### السياحة

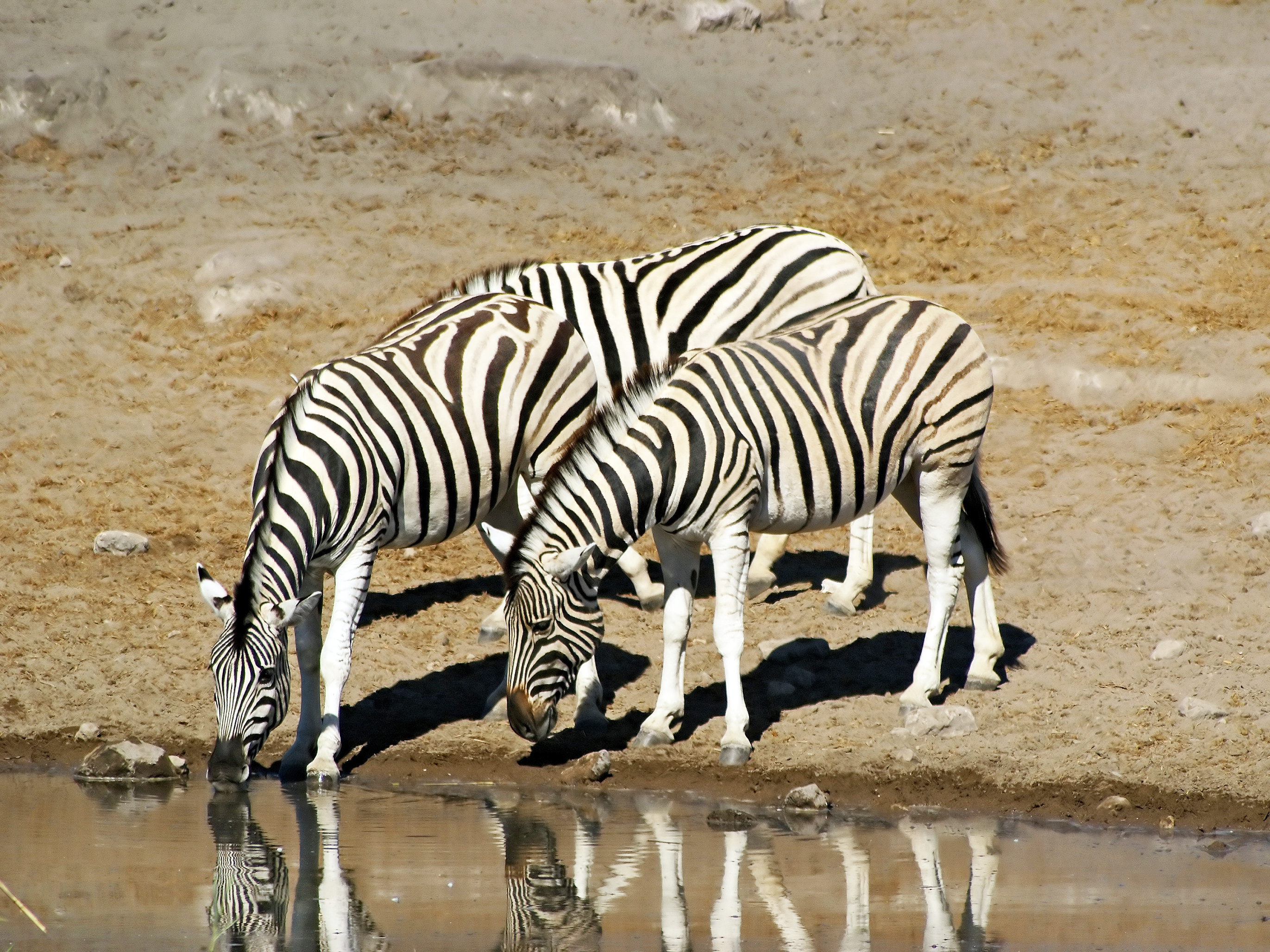
مثال على الحياة البرية في ناميبيا، حمار الزرد السهلي

تساهم السياحة بنحو 14.5٪ في الناتج المحلي الإجمالي، ويعمل بها 18.2 ٪ من القوة العاملة ويزور البلاد أكثر من مليون سائح سنويًا. تعد البلاد من بين الوجهات الرئيسية في أفريقيا وتشتهر بالسياحة البيئية التي تتميز بالحياة البرية الواسعة في ناميبيا.
يعد الصيد مكونًا كبيرًا ومهماً للاقتصاد الناميبي، حيث مثل 14٪ من إجمالي السياحة في عام 2000، أو 19.6 مليون دولار أمريكي، حيث يوجد في ناميبيا العديد من الأنواع التي يبحث عنها الصيادون. بالإضافة إلى ذلك التزلج على الرمال والقفز بالمظلات. وتشمل الأماكن المشهورة قطاع كابريفي وFish River Canyon ‏ وسوسوسفلي والمدن الساحلية مثل سواكوبموند، وولفس بي.

## إحصائيات
يوضح الجدول التالي أهم المؤشرات الاقتصادية للأعوام 1990-2017.
| السنة                                                     | 1990  | 1995   | 2000   | 2005  | 2006  | 2007  | 2008  | 2009  | 2010  | 2011  | 2012  | 2013   | 2014   | 2015   | 2016   | 2017   |
| --------------------------------------------------------- | ----- | ------ | ------ | ----- | ----- | ----- | ----- | ----- | ----- | ----- | ----- | ------ | ------ | ------ | ------ | ------ |
| الناتج الإجمالي بمليارات الدولارات (تعادل القوة الشرائية) | 5.55  | 7.60   | 9.82   | 13.92 | 14.91 | 15.87 | 16.61 | 16.78 | 18.02 | 19.32 | 20.68 | 22.19  | 24.02  | 25.74  | 26.35  | 26.51  |
| نصيب الفرد (تعادل القوة الشرائية)                         | 4,124 | 4,769  | 5,373  | 7,112 | 7,486 | 7,959 | 8,207 | 8,171 | 8,641 | 9,132 | 9,592 | 10,104 | 10,734 | 11,284 | 11,335 | 11,311 |
| النمو                                                     | ...   | 4.1 %  | 3.5 %  | 4.7 % | 3.9 % | 3.6 % | 2.7 % | 0.3 % | 6.0 % | 5.1 % | 5.0 % | 5.6 %  | 6.4 %  | 6.0 %  | 1.1 %  | −1.2 % |
| التضخم (نسبة مئوية)                                       | ...   | 11.1 % | 10.2 % | 2.3 % | 5.0 % | 6.5 % | 9.1 % | 9.5 % | 4.9 % | 5.0 % | 6.7 % | 5.6 %  | 5.3 %  | 3.4 %  | 6.7 %  | 6.1 %  |
| الدين (نسبة مئوية من الناتج المحلي الإجمالي)              | ...   | 20 %   | 21 %   | 27 %  | 25 %  | 19 %  | 19 %  | 16 %  | 16 %  | 27 %  | 25 %  | 25 %   | 25 %   | 40 %   | 45 %   | 46 %   |